# Клієнт (фільм)
Клієнт (англ. The Client) — американський художній фільм режисера Джоела Шумахера. Екранізація однойменного твору Джона Грішема.

## Сюжет
11-річний Марк з 8-ми річним братом мимоволі стає свідком самогубства адвоката, що працює на мафію. Перед смертю адвокат розповідає Маркові, що його хочуть вбити, бо він був свідком вбивства. Тепер вже злочинці готові позбутися Марка будь-яким чином. А представники закону заклопотані лише його свідченнями і не гарантують Маркові і його сім’ї повноцінного захисту.
Марка ніхто не зможе врятувати від злочинців, тому він самостійно звертається за допомогою до адвоката-жінки Реджі Лав, щоб зберегти своє життя і добитися справедливості ...

## Ролі виконують
- Сьюзен Серендон — Регіна «Реджі Лав»
- Томмі Лі Джонс — Рой Фолтріґ
- Бред Ренфро — Марк Свей
- Девід Спек — Рікі Свей
- Мері-Луїз Паркер — Діана Свей
- Ентоні Лапалья — Баррі Мулдано
- Джей Ті Волш — Джейсон МакТюн
- Джон Діл — Джек Ненс
- Кім Коутс — Пол Гронкі
- Вільям Мейсі — доктор Грінвей
- Вільям Сандерсон — Воллі Бокс
- Вілл Паттон — сержант Гардлі
- Ден Кастелланета — Мюллер

## Нагороди
- 1994 Премія BAFTA, Британської академії телебачення та кіномистецтва:
  - BAFTA за найкращу жіночу роль у головній ролі 
(BAFTA Award for Best Actress in a Leading Role) — Сьюзен Серендон